# Резенде, Бруно
Бруно Мосса Резенде (порт. Bruno Mossa Rezende ; 2 июля 1986, Рио-де-Жанейро) — бразильский волейболист, связующий, игрок сборной Бразилии и «Модена». Чемпион и двукратный серебряный призёр Олимпийских игр, чемпион мира, победитель Мировой лиги.

## Карьера
Бруно Резенде родился в Рио-де-Жанейро в волейбольной семье. Его мать Вера Мосса участница трёх Олимпиад (1980—1988), отец — Бернардиньо, призёр Олимпиады 1984 года, многолетний тренер национальной сборной Бразилии. Бруно пошёл по стопам родителей, а кроме этого, как и отец, выбрал амплуа связующего.
Спортивную карьеру Бруно начал в Флорианополисе в 2003 году, а уже год спустя выиграл первый титул чемпиона Бразилии. Всего за годы выступления в национальном чемпионате он шесть раз завоёвывал золотые медали, многократно признавался лучшим связующим первенства.
В 2007 году дебютировал в составе сборной Бразилии, с которой сразу же выиграл Кубок мира. В 2008 году был членом олимпийской сборной на Играх в Пекине и завоевал «серебро», так как в решающем матче бразильцы уступили сборной США со счётом 1-3.
На чемпионате мира 2010 года в Италии Бруно помог своей сборной выиграть чемпионский титул, также дважды со сборной выигрывал Мировую лигу.
На Олимпиаде в Лондоне Бруно был основным связующим бразильской сборной, но вновь не выиграл золотые медали. Как и четыре года назад бразильцы стали вторыми, проиграв финал сборной России со счётом 2-3. Также вторыми бразильцы стали на мировом первенстве 2014 года, уступив в финале хозяевам турнира полякам со счётом 1-3.
С 2014 года выступает в составе итальянской «Модены». Чтобы не считаться легионером в 2015 году он получил итальянское гражданство, но при этом продолжил выступать за сборную Бразилии, являясь её капитаном.